# 5363 Kupka
5363 Kupka este un asteroid din centura principală de asteroizi.

## Descriere
5363 Kupka este un asteroid din centura principală de asteroizi. A fost descoperit pe 19 octombrie 1979 la Observatorul Kleť de Antonín Mrkos. Asteroidul prezintă o orbită caracterizată de o semiaxă mare de 2,24 ua, o excentricitate de 0,18 și o înclinație de 2,8° în raport cu ecliptica.